# ヤマイチ
株式会社ヤマイチ（英: Yamaichi Co,.Ltd.）は、東京都江戸川区に本社を置き、東京都と千葉県でスーパーマーケットを運営する日本の企業。CGCグループに加盟している。

## 概要
1963年（昭和38年）、江戸川区で創業。東京都江戸川区を中心に、食品スーパーを地域を限定して集中出店するドミナント戦略で展開し、狭く設定した商圏の中で地域に密着した営業戦略を展開している。また、2000年（平成12年）3月9日に開店した船橋店など、江戸川区の近隣地域である千葉県にも出店している。
モーニングサービスやランチサービスなどの時間帯別メニューのほか、「若鶏唐揚げ詰め放題」、各食材の代表的な栄養素の効果を記したシールの添付、実質的な値引き競争に繋がるポイントカードの代わりにビンゴカード配布を行うなど、同質競争を避けた独特の営業戦略を展開している。
2019年12月現在、CGCグループの電子マネー機能付きポイントカードCoGCa（コジカ）が全店で導入されている 。

## 店舗
2005年（平成17年）7月29日に南小岩店を開店した時点で18店舗となっていたが、2020年（令和2年）時点では東京都江戸川区で12店舗、千葉県市川市で1店舗、千葉県船橋市で2店舗の計16店舗を展開している。ヤマイチ本社の所在する一之江には岩楯義雄を社長として花卉販売「フローリストヤマイチ」3店舗を展開する。
ヤマイチの出店店舗の一覧および詳細情報は公式サイト「店舗案内」を参照。